# Abderrahman Farak
Abderrahman Farak (* 26. Juli 1934) ist ein ehemaliger marokkanischer Radrennfahrer.

## Sportliche Laufbahn
Farak (in deutschen Medien auch Abderrahman El Farouki) wurde 1969 Sieger der Marokko-Rundfahrt. Er gewann das Etappenrennen vor Walter Bürki aus der Schweiz. Zuvor hatte er in der Marokko-Rundfahrt bereits 1960 und 1968 Etappensiege erzielt. 1965 war er Zweiter der Rundfahrt hinter seinem Landsmann Mohamed El Gourch geworden, 1964 kam er auf den 14. Rang. 
Die Internationale Friedensfahrt bestritt er sechsmal, sooft wie kein anderer Radrennfahrer aus Marokko. 1962 wurde er 65., 1963 43., 1966 62., 1967 46., 1969 52. und 1971 58. der Gesamtwertung.